# Liste der Einträge im National Register of Historic Places im Lyon County (Nevada)
Diese Liste der Einträge im National Register of Historic Places im Lyon County (Nevada) enthält alle in Lyon County, Nevada in das National Register of Historic Places eingetragenen Gebäude, Bauwerke, Objekte, Stätten oder historischen Distrikte.
Diese Liste entspricht dem Bearbeitungsstand des National Park Service/National Register of Historic Places vom 25. Oktober 2024.

## Legende
| NRHP | Historic Place                      |
| NHLD | National Historic Landmark District |

## Aktuelle Einträge
| [ 2 ] | Name                              | Bild                          | Eintragsdatum                 | Lage | Ort            | Beschreibung |
| ----- | --------------------------------- | ----------------------------- | ----------------------------- | --- | -------------- | ------------ |
| 1     | Buckland Station                  | Buckland Station              | 29. Dez. 1997 ID-Nr. 97001546 | südlich der Straßenkreuzung der U.S. Route 50 und der Nevada State Route 95 39° 17′ 40″ N, 119° 15′ 2″ W | Silver Springs |              |
| 2     | East Walker River Petroglyph Site |                               | 24. Juli 1980 ID-Nr. 80002468 | Adresse nicht veröffentlicht                                                                             | Yerington      |              |
| 3     | Fernley and Lassen Railway Depot  | weitere Bilder                | 1. Juni 2005 ID-Nr. 05000513  | 675 E. Main Street 39° 36′ 21″ N, 119° 14′ 12″ W                                                         | Fernley        |              |
| 4     | Fernley Community Church          | weitere Bilder                | 16. Mai 2003 ID-Nr. 03000414  | 80 S. Center Street 39° 36′ 24″ N, 119° 15′ 5″ W                                                         | Fernley        |              |
| 5     | Fort Churchill                    | weitere Bilder                | 15. Okt. 1966 ID-Nr. 66000456 | U.S. Route 95 Alternate, südlich der U.S. Route 50 39° 17′ 33″ N, 119° 16′ 14″ W                         | Silver Springs |              |
| 6     | I.O.O.F. Building, Mason Valley   | weitere Bilder                | 4. Aug. 1983 ID-Nr. 83001111  | 1 S. Main St. 38° 59′ 2″ N, 119° 10′ 11″ W                                                               | Yerington      |              |
| 7     | Lyon County Courthouse            | weitere Bilder                | 24. März 1983 ID-Nr. 83001112 | 31 S. Main St. 38° 59′ 11″ N, 119° 9′ 46″ W                                                              | Yerington      |              |
| 8     | US Post Office-Yerington Main     | US Post Office-Yerington Main | 28. Feb. 1990 ID-Nr. 90000138 | 28 N. Main St. 38° 59′ 17″ N, 119° 9′ 42″ W                                                              | Yerington      |              |
| 9     | Virginia City Historic District   | weitere Bilder                | 15. Okt. 1966 ID-Nr. 66000458 | Virginia City und angrenzende Teilbereiche 39° 15′ 35″ N, 119° 35′ 19″ W                                 | Virginia City  |              |
| 10    | Yerington Grammar School          | weitere Bilder                | 16. Aug. 1984 ID-Nr. 84002075 | 112 N. California St. 38° 59′ 19,5″ N, 119° 9′ 37,1″ W                                                   | Yerington      |              |